# Arcidiocesi di Kunming
L'arcidiocesi di Kunming (in latino Archidioecesis Coenmimensis) è una sede metropolitana della Chiesa cattolica in Cina. Nel 1950 contava 10.025 battezzati su 8.000.000 di abitanti. La sede è vacante.

## Territorio
L'arcidiocesi comprende parte della provincia cinese dello Yunnan.
Sede arcivescovile è la città di Kunming, dove si trova la cattedrale del Sacro Cuore di Gesù.

## Storia
Nel 1659 l'evangelizzazione della provincia dello Yunnan fu affidata al vicario apostolico del Tonchino, François Pallu, che successivamente la cedette a monsignor Lopez, vicario apostolico di Nanchino.
Il vicariato apostolico dello Yunnan fu eretto il 15 ottobre 1696 con il breve E sublimi Sedis di papa Innocenzo XII, ricavandone il territorio dalla diocesi di Nanchino (oggi arcidiocesi).
Nel 1781 esso fu soppresso ed il suo territorio unito a quello del vicariato apostolico di Szechwan (oggi diocesi di Chengdu).
Il 28 agosto 1840 il vicariato apostolico dello Yunnan fu restaurato in forza del breve Cum ad augendam di papa Gregorio XVI e affidato ai missionari della Società per le missioni estere di Parigi.
L'8 dicembre 1924 ha assunto il nuovo nome di vicariato apostolico di Yunnanfu in forza del decreto Vicarii et Praefecti della Congregazione di Propaganda Fide.
Il 22 novembre 1929 cedette la parte centro-orientale della provincia a favore dell'erezione della missione sui iuris di Tali (oggi diocesi di Dali). L'8 aprile 1935 cedette un'altra porzione di territorio a vantaggio dell'erezione della prefettura apostolica di Zhaotong.
L'11 aprile 1946 il vicariato apostolico è stato elevato ad arcidiocesi metropolitana con la bolla Quotidie Nos di papa Pio XII.
Il 30 aprile 2006 è stato ordinato vescovo "ufficiale" il sacerdote Joseph Ma Yinglin; quest'atto ha suscitato una dichiarazione ufficiale di protesta della Santa Sede, perché l'ordinazione è avvenuta senza « rispettare le esigenze della comunione con il Papa » e ha ferito gravemente l'unità della Chiesa. Yinglin è segretario generale della Conferenza dei vescovi cinesi e vicepresidente dell'Associazione patriottica cattolica cinese.
Il 12 febbraio 2012 è deceduto, all'età di 92 anni, il sacerdote Laurent Zhang Wenchang, che dal 2000 amministrava, per conto della Santa Sede, le tre diocesi dello Yunnan, ossia Kunming, Dali e Zhaotong.
A seguito dell'accordo del 2018 tra Santa Sede e Repubblica popolare cinese sulla nomina dei vescovi, papa Francesco ha riammesso nella comunione ecclesiale il vescovo "ufficiale" Giuseppe Ma Yinglin. La comunicazione della Santa Sede sul compito pastorale affidatogli come vescovo di Kunming è stata ricevuta dall'interessato il 12 dicembre 2018 a Pechino nell'ambito di una celebrazione ecclesiale.

## Cronotassi dei vescovi
Si omettono i periodi di sede vacante non superiori ai 2 anni o non storicamente accertati.
- Philibert Leblanc, M.E.P. † (ottobre 1696 - 1707 dimesso)
- Claude de Visdelou, S.I. † (12 gennaio 1708 - 11 novembre 1737 deceduto)
- Joachim Enjobert de Martillat, M.E.P. † (2 ottobre 1739 - 24 agosto 1755 deceduto)
  - Sede vacante (1755-1781)
  - Sede soppressa (1781-1840)
- Joseph Ponsot, M.E.P. † (21 gennaio 1841 - 17 novembre 1880 deceduto)
- Jean-Joseph Fenouil, M.E.P. † (29 luglio 1881 - 10 gennaio 1907 deceduto)
- Charles-Marie-Félix de Gorostarzu, M.E.P. † (10 dicembre 1907 - 27 marzo 1933 deceduto)
- Georges-Marie-Joseph-Hubert-Ghislain de Jonghe d'Ardoye, M.E.P. † (3 maggio 1933 - 16 ottobre 1938 nominato delegato apostolico in Iraq[5])
- Jean Larregain, M.E.P. † (13 giugno 1939 - 2 maggio 1942 deceduto)
- Alexandre-Joseph-Charles Derouineau, M.E.P. † (8 dicembre 1943 - 30 settembre 1973 deceduto)
  - Sede vacante
  - Kong Ling-zhong, P.S.P. † (24 gennaio 1962 consacrato - 30 ottobre 1992 deceduto)
  - Giuseppe Ma Yinglin, consacrato il 30 aprile 2006

## Statistiche
L'arcidiocesi nel 1950 su una popolazione di 8.000.000 di persone contava 10.025 battezzati, corrispondenti allo 0,1% del totale.
| anno | popolazione | popolazione | popolazione | presbiteri | presbiteri | presbiteri | presbiteri                | diaconi | religiosi | religiosi | parrocchie |
| anno | battezzati  | totale      | %           | numero     | secolari   | regolari   | battezzati per presbitero | diaconi | uomini    | donne     | parrocchie |
| ---- | ----------- | ----------- | ----------- | ---------- | ---------- | ---------- | ------------------------- | ------- | --------- | --------- | ---------- |
| 1950 | 10.025      | 8.000.000   | 0,1         | 46         | 40         | 6          | 217                       |         | 9         | 42        | 26         |